# Carlos Lucas
Carlos Lucas Manríquez (Villarrica, 4 de junio de 1930-ibídem, 19 de abril de 2022) fue un boxeador chileno que logró una medalla de bronce en los Juegos Olímpicos de Melbourne 1956 y una medalla de bronce en los Juegos Panamericanos de Chicago 1959.

## Carrera
Comenzó a boxear a los diecisiete años en su ciudad natal, donde se realizaban peleas en el cine de su hermano. Los boxeadores Antonio «Fernandito» Fernández y Arturo Godoy fueron sus maestros. Fue campeón nacional de medio pesados en 1951 y posteriormente en Lima (Perú) alcanzó el segundo lugar en un campeonato latinoamericano.
Fue uno de los tres boxeadores chilenos que participaron en los Juegos Olímpicos de Melbourne 1956 —junto con Ramón Tapia y Claudio Barrientos—, a los cuales llegó con pocas expectativas, ya que era amateur y se enfrentaría a rivales de Europa del Este que eran «expertos en amarrar y trabar peleas». Sin embargo, logró la medalla de bronce en la categoría medio-pesado, perdiendo ante el rumano Gheorghe Negrea.

## Resultados olímpicos
- Libre en primera ronda.
- Venció a Andrzej Wojciechowski (Polonia) por puntos.
- Perdió ante Gheorghe Negrea (Rumania) por puntos.